# Dave Coulier
Pour les articles homonymes, voir Coulier.
David Alan Coulier est un acteur américain né le 21 septembre 1959 à Saint Clair Shores, en banlieue de Détroit dans le Michigan (États-Unis).

## Biographie
Il a épousé Jayne Modean en 1990 et a divorcé en 1992. Ils ont eu un fils Luc, né en 1990.

## Filmographie

### Cinéma
- 1982 : Pot problème (Things Are Tough All Over) : Un homme avec des tongues dans le restaurant
- 1987 : Yogi Bear and the Magical Flight of the Spruce Goose : Firkin (Voix)
- 1996 : The World's Funniest People : Host
- 2004 : Felix the Cat Saves Christmas : (Voix)
- 2006 : Farce of the Penguins : There's no snow Penguin (Voix)

### Télévision
- 1962 : Les Jetson (série télévisée) : Additional Voices (Voix)
- 1979 : Scooby-Doo et Scrappy-Doo (série télévisée) : Additional Voices (Voix)
- 1982 : An Evening at the Improv (série télévisée) : Guest Host
- 1984 : Out of Control (en) (série télévisée) : Dave / Ha-Ha (Voix)
- 1985 : Newhart (série télévisée) : Frat Dude
- 1987-1990 : Les Muppet Babies (série télévisée) : Animal
- 1987-1991 : SOS Fantômes (série télévisée) : Pester Venkman (II) (Voix)
- 1987-1995 : La Fête à la maison (Full House) (série télévisée) : Joseph Gladstone
- 1989 : Rude Dog and the Dweebs (série télévisée) : Barney (Voix)
- 1990 : ABC TGIF (série télévisée) : Joey
- 1990 : Free Spirit (série télévisée) : Kevin
- 1990 : America's Funniest People (série télévisée) : Host
- 1992-1993 : La Petite Sirène (The Little Mermaid) (série télévisée) : Additional Voices
- 1995 : Loïs et Clark (Loïs and Clark: The New Adventures of Superman) (série télévisée) : The Real Anonymous
- 1996 : Minus et Cortex (Pinky and the Brain) (série télévisée) : Tom Hanks
- 1997 : Head Over Heels (série télévisée) : Vince
- 1997 : Couacs en vrac' (Quack Pack) (série télévisée) : Siegmund / Vampire
- 1997-1998 : George & Leo (série télévisée) : Père Rick
- 1999 : Le Garçon qui venait de la mer (The Thirteenth Year) (téléfilm) : Whit Griffin
- 1999 : Detention (série télévisée) : Dale Sotan
- 2002 : Opportunity Knocks (série télévisée) : Host
- 2003 : Drôles de vacances (The Even Stevens Movie) (téléfilm) : Lance LeBow
- 2003 : Teen Titans (série télévisée) : Tramm, capitaine
- 2003 : Animal Kidding (série télévisée) : Host
- 2005-2007 : Robot Chicken (série télévisée) : Popeye (Voix)
- 2006 : My RV Life (téléfilm) : Host
- 2006 : Plastic Man in 'Puddle Trouble' (téléfilm) : Archie (Voix)
- 2007 : La revanche de Dechireman (Shredderman Rules) (téléfilm) : Dad
- 2007 : Une famille pour Noel : Donald «Doc» Holiday
- 2009 : Bob & Doug (série télévisée) : Bob McKenzie
- 2013 : How I Met Your Mother (série télévisée) : Lui même
- 2016 : La Fête à la maison : 20 ans après (Fuller House) : Joey